# Mesoligia insulicola
Mesoligia insulicola là một loài bướm đêm trong họ Noctuidae.